# Exechia bella
Exechia bella är en tvåvingeart som beskrevs av Oskar Augustus Johannsen 1912. Exechia bella ingår i släktet Exechia och familjen svampmyggor. Inga underarter finns listade i Catalogue of Life.